# Misil guiado por cable
Un misil guiado por cable es un misil guiado mediante señales que se le envían a través de unos cables delgados conectados entre el misil y su mecanismo de guía, que se encuentra en algún lugar cerca del lugar de lanzamiento. Mientras el misil vuela, los cables se despliegan detrás de él (guía de comando). Este sistema de guía se usa más comúnmente en los misiles antitanque, donde su capacidad para usarse en áreas de línea de visión limitada lo hace útil, mientras que el límite de alcance impuesto por la longitud del cable, no representa una grave preocupación. Los misiles guiados por cable de mayor alcance que se utilizan actualmente están limitados a unos 8 kilómetros.

## Historia
El sistema de guiado mediante cables eléctricos, se remonta a principios del siglo XX, y un ejemplo temprano es el torpedo Lay. Los alemanes construyeron un prototipo de torpedo guiado por cables eléctricos durante la Segunda Guerra Mundial. La bomba guiada alemana Fritz X y el misil antibuque Henschel Hs 293, utilizaron el sistema de guiado por radio Kehl-Straßburg para el control. Sin embargo, debido a que los británicos demostraron ser capaces de desarrollar contramedidas electrónicas (ECM) para interferir el uso por parte de los alemanes del sistema de guiado por radio Kehl-Straßburg, en 1944 se iniciaron proyectos apresurados para desarrollar alternativas, el primer misil que se modificó de esta manera fue el misil antibuque Henschel Hs 293. Otros ejemplos incluyeron el misil guiado Fritz X, que influyó en los militares aliados después de la guerra. A principios de la década de 1950, se habían desarrollado varios sistemas experimentales (por ejemplo, el misil Malkara), lo que llevó a su despliegue generalizado a finales de la década de 1950 y principios de la década de 1960. Un gran número de tanques israelíes fueron destruidos utilizando misiles anticarro 9K11 Maliutka guiados por cable, durante la guerra de Yom Kipur en 1973. El sistema de guiado por cable, sigue siendo el sistema principal para la mayoría de misiles anticarro, aunque se han empezado a utilizar sistemas más nuevos, como misiles guiados por láser, en misiles antitanque (como el misil AGM-114 Hellfire estadounidense, y el misil 9M133 Kornet ruso). Algunos torpedos, pueden ser guiados por cables, como el torpedo estadounidense Mk-48, de capacidad avanzada (ADCAP), el torpedo ruso tipo 53, o el torpedo sueco 613, guiado por cable.

## Cronología
Esta es una cronología de los primeros misiles guiados por cable:
- 1945: La bomba guiada antibuque Fritz X entra en producción en el Tercer Reich.
- 1955: El misil SS.10 entra en servicio en el Ejército de Tierra Francés.
- 1956: El misil Vickers Vigilant entra en servicio con el Ejército británico y el SS.11 con el ejército francés.
- 1957: El misil ENTAC entra en servicio en el Ejército francés y el misil Cobra en el Ejército de Alemania Occidental (RFA).
- 1958: El misil Malkara, un misil australiano, entra en servicio en el Reino Unido.
- 1960: El misil 3M6 Shmel entra en servicio en la Unión Soviética.
- 1960: El misil Swingfire entra en servicio en el Reino Unido.
- 1963: El misil 9K11 Maliutka entra en servicio en la Unión Soviética.
- 1970: El misil guiado por cable BGM-71 TOW entra en servicio en el Ejército de los Estados Unidos.
- 1972: El misil MILAN entra en servicio en el Ejército de Tierra francés.